# Parangitia mulator
Parangitia mulator là một loài bướm đêm trong họ Noctuidae.